# Lupe Madera
Lupe Madera est un boxeur mexicain né le 17 décembre 1952 à Sotuta et mort le 3 décembre 2005.

## Carrière
Passé professionnel en 1972, il affronte le japonais Katsuo Tokashiki, champion du monde des poids mi-mouches WBA, le 4 avril 1982. Battu aux points, il fait match nul lors du combat revanche mais remporte la belle le 10 juillet 1983. Vainqueur également de leur 4e affrontement, Madera est ensuite battu par Francisco Quiroz le 19 mai 1984 et met un terme à sa carrière après ce combat sur un bilan de 37 victoires, 15 défaites et 1 match nul.